# Бовианум
Бовианум (на латински: Bovianum; днес Бояно) е древен град в Самниум. Основан е през 7 век пр.н.е. Столица е на самнитите и сабелите.
Градът играе важна роля през Самнитските войни. През 305 пр.н.е. към края на Втората самнитска война при града се провежда битката при Бовианум между Римската република и Самниум.
През 89 пр.н.е. е завладян от Сула по времето на Съюзническата война. При управлението на император Веспасиан получава името Bovianum Undecumanorum и в него се заселват ветерани от XI Клавдиев легион.
През 667 г. тук се заселват прабългарите на Алцек и градът има ранг на гасталдия. Той е разрушен от няколко земетресения, последното от които през 1913 г. До града се намира Циклопска стена.